# Wojciech Szczudło
Wojciech Kurt Szczudło (ur. 18 września 1906 w Chorzowie, zm. 31 lipca 1943 w obozie koncentracyjnym na Majdanku) – nauczyciel, działacz Związku Polaków w Niemczech.
Po ukończeniu szkoły powszechnej w Nowym Bytomiu i gimnazjum w Królewskiej Hucie podjął w 1922 naukę w państwowym seminarium nauczycielskim w Mysłowicach, które ukończył w 1926. Równocześnie studiował (1922–1929) u S.M. Stoińskiego w państwowym instytucie muzycznym w Katowicach, a potem (1929–1930) w państwowym konserwatorium w Katowicach. Po ukończeniu państwowego konserwatorium w Poznaniu (jako ekstern) uzyskał prawo do nauczania muzyki w szkołach średnich. Eksternistyczny wyższy kurs nauczycielski (1931–1933), również w Poznaniu, dopełnił okresu studiów Wojciecha Szczudło.
W 1935 podjął pracę jako nauczyciel w polskiej szkole mniejszościowej w Centawie (powiat strzelecki), zastępując Henryka Falkowskiego. Równolegle do swej pracy nauczycielskiej był też dyrygentem kilku okolicznych chórów (chór szkolny w Centawie, chór mieszany „Słowiczek” w Centawie, chór „Gwiazda” w Strzelcach Opolskich), zbieraczem pieśni ludowych, propagatorem folkloru Opolszczyzny; korzystał przy tym z pomocy i wsparcia żony Leokadii (pracownicy ZPwN i tak jak mąż członkini Związku). W ostatnich latach przed wojną szkoła i sam nauczyciel stali się obiektem szykan ze strony administracji niemieckiej i bojówek antypolskich, m.in. 24 maja 1939 wieczorem Szczudłę napadnięto i pobito, a 4 lipca zniszczono wyposażenie szkoły; w rezultacie spadała systematycznie liczba uczniów, do 13 w 1939. 
Po wybuchu II wojny światowej przedostał się na teren Generalnego Gubernatorstwa i osiadł wraz z rodziną w Opocznie. Doskonała znajomość niemieckiego pozwoliła na znalezienie pracy w miejscowym urzędzie pracy (Arbeitsamt). Utrzymywał kontakt z polskim podziemiem, przekazywał informacje na temat planowanych łapanek i podejmował działania chroniące Polaków przed wywozem na roboty przymusowe.
Po pewnym czasie jego działania zostały zdemaskowane przez Niemców i 20 listopada 1942 został aresztowany i wywieziony do obozu na Majdanku. Tam, poddawany torturom i eksperymentom medycznym przeżył kilka miesięcy; zmarł w lipcu 1943.